# Szkoła 2013
Szkoła 2013 (hangul: 학교 2013, Hancha: 學校2013, MOCT: Haggyo 2013; znany także jako School 2013) – południowokoreański serial dramatyczny na podstawie popularnej serii Haggyo. Serial opowiada o koreańskiej szkole w Seulu, która osiąga jedne z najgorszych wyników w nauce. Nowa nauczycielka Jung In-jae przybywa do szkoły i przejmuje wychowawstwo w jednej z klas i usiłuje zmienić podejście uczniów do nauki i szkoły.
Pierwszy odcinek serialu miał premierę 3 grudnia 2012, a ostatni 28 stycznia 2013 w południowokoreańskiej stacji telewizyjnej KBS2.
Serial jest dostępny z napisami w języku polskim za pośrednictwem platformy Viki, pod tytułem Szkoła 2013.

## Opis fabuły
Serial  poruszający problemy koreańskiego systemu szkolnictwa. Szkoła jest najcięższym i najpełniejszym wyzwań okresem w życiu każdego z bohaterów. Ciężkie zajęcia, wrzawa, walka o władzę, zauroczenia i nieodwzajemnione miłości. Jung In-jae (Jang Na-ra) i Kang Se-chan (Daniel Choi) są nauczycielami, którzy próbują naprowadzić swych uczniów na właściwą drogę. Uczniowie Ko Nam-son (Lee Jong-suk), Song Ha-hyung (Park Se-young), Lee Gang-joo (Ryo Hyo-jung) i Park Heung-soo (Kim Woo-bin) i wiele innych przeżywają swe wzloty i upadki i starają się przetrwać w szkolnej rzeczywistości.

## Obsada

### Nauczyciele Liceum Seungri
- Jang Na-ra jako Jung In-jae
- Daniel Choi jako Kang Se-chan
- Uhm Hyo-sup jako Uhm Tae-woong
- Park Hae-mi jako Im Jung-soo
- Lee Han-wie jako Woo Soo-chul
- Oh Young-shil jako Yoo Nan-hee
- Yoon Joo-sang jako Jo Bong-soo
- Kwon Nam-hee (권남희) jako Kwon Nam-hee
- Kim Yun-ah (김연아) jako Kim Yun-ah
- Lee Won-suk (이원석) jako Kim Dae-soo
- Ahn Hye-kyung jako Ahn Hye-kyung

### Uczniowie Liceum Seungri
- Lee Jong-suk jako Go Nam-soon
- Park Se-young jako Song Ha-kyung
- Ryu Hyu-young (5dolls) jako Lee Kang-joo
- Kim Woo-bin jako Park Heung-soo
- Choi Chang-yub (최창엽) jako Kim Min-ki
- Kwak Jung-wook jako Oh Jung-ho
- Kim Young-choon (김영춘) jako Byun Ki-duk
- Kim Dong-suk (김동석) jako Kim Dong-suk
- Jun Soo-jin (전수진) jako Gye Na-ri
- Lee Yi-kyung (이이경) jako Lee Yi-kyung
- Kim Chang-hwan (김창환) jako Han Young-woo
- Kim Da-ni (다니) jako Kim Da-ni
- Ji Hoon (지훈) jako Lee Ji-hoon
- Jung Yun-joo (정연주)
- Shin Hye-sun jako Shin Hye-sun

### Inni
- Oh Ga-eun (오가은)
- Kim Na-woon jako matka Min-ki (przewodnicząca Rady Rodziców Liceum Seungri)

## Nagrody

### 2012 KBS Drama Awards
- Nagroda doskonałości dla aktorki w mini serialu - Jang Na Ra
- Nagroda dla najlepszego nowego aktora - Lee Jong Suk

## Lista odcinków i oglądalność
| Data       | Odcinek | Ogólnokrajowa | Seul  |
| ---------- | ------- | ------------- | ----- |
| 2012-12-03 | 1       | 7.6           | 8.2   |
| 2012-12-04 | 2       | 10.0          | 10.9  |
| 2012-12-10 | 3       | 11.5          | 12.7  |
| 2012-12-11 | 4       | 10.4          | 10.8  |
| 2012-12-17 | 5       | 12.9          | 13.5  |
| 2012-12-18 | 6       | 12.9          | 14.2  |
| 2012-12-24 | 7       | 11.7          | 12.1  |
| 2012-12-25 | 8       | 14.8          | 16.5  |
| 2013-01-01 | 9       | 15.7          | 16.3  |
| 2013-01-07 | 10      | 14.7          | 15.1  |
| 2013-01-08 | 11      | 16.3          | 18.0  |
| 2013-01-14 | 12      | 16.1          | 17.3  |
| 2013-01-15 | 13      | 17.1          | 18.3  |
| 2013-01-21 | 14      | 15.1          | 15.9  |
| 2013-01-22 | 15      | 15.3          | 16.2  |
| 2013-01-28 | 16      | 16.0          | 17.1  |
| Średnia    | Średnia | 13,6%         | 14,6% |

## Produkcja
- Serial ma nawiązywać do liczącej 4 sezony (138 odcinków) produkcji KBS2 wyemitowanej w latach 1999-2002, Haggyo. Tamta wersja wylansowała wiele dzisiejszych gwiazd kina i telewizji m.in. Ha Ji-won, Jang Hyuk, Choi Kang-hee, Yang Dong-geun, Shim Ji-ho, Ki Tae-young, Lee Dong-wook, Jo In-sung, Im Soo-jung oraz Gong Yoo.
- Jang Na Ra oraz Daniel Choi po raz drugi grają parę zakochanych. W 2011 roku grali główne role w Baby-faced Beauty
- W 2015 roku wyprodukowano kolejny serial z serii Haggyo pt. Who Are You: Haggyo 2015.